# Epístola a los filipenses

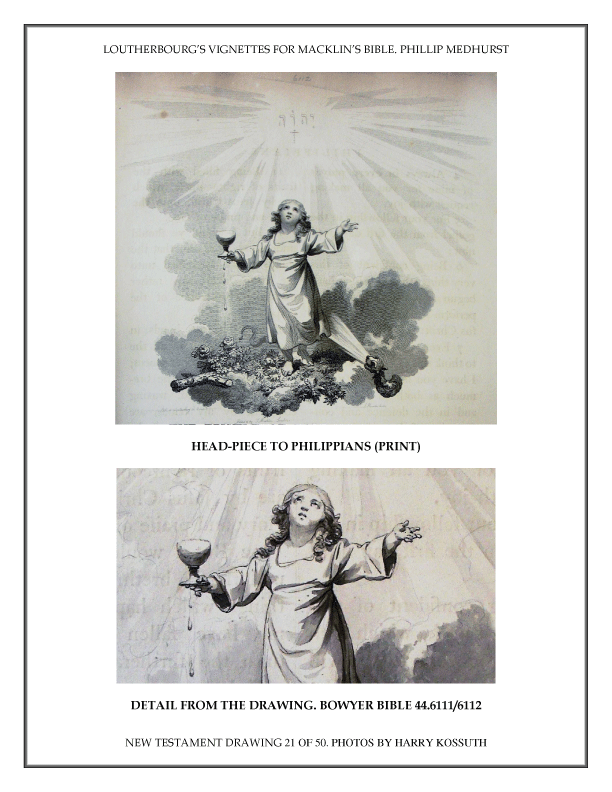
Epístola a los filipenses.

La Epístola a los filipenses o simplemente Filipenses es un libro de la Biblia en el Nuevo Testamento. Se trata de una carta que tiene en Pablo de Tarso su autor prácticamente indisputado, y en los cristianos de Filipos sus destinatarios. Escrita entre los años 54 y 61 d. C. en prisión, consta de 4 capítulos. Su propósito principal fue agradecer a los cristianos de Filipos la ofrenda que ellos le enviaron. Pablo trata también temas como la humildad, el gozo, la unidad y la vida cristiana.
La epístola se atribuye a Pablo Apóstol y Timoteo se nombra con él como coautor o coenviador. La carta está dirigida a la iglesia cristiana de Filipos.  Pablo, Timoteo, Silas (y tal vez Lucas) visitaron por primera vez Filipos en Grecia (Macedonia) durante el segundo [viaje misionero]] de Antioquía, que ocurrió aproximadamente entre los años 50 y 52 d. C.. En el relato de su visita en los Hechos de los Apóstoles, Pablo y Silas son acusados de «alborotar la ciudad».
Existe un consenso general en que Filipenses consta de material auténticamente paulino, y que la epístola es un compuesto de múltiples fragmentos de cartas de Pablo a la iglesia de Filipos.: 17  Estas cartas podrían haber sido escritas desde Éfeso en 52-55 d. C. o Cesarea Marítima en 57-59, pero la ciudad de procedencia más probable es Roma, alrededor del año 62 d. C., o unos 10 años después de la primera visita de Pablo a Filipos.

## Datación
Las dataciones de la Epístola a los filipenses suelen agruparse según se sostenga que fue escrita en Éfeso (hacia el año 56), en Cesarea (58-60) o en Roma (61).
Según la datación tradicional, la epístola habría sido escrita alrededor del año 60 a 62 d. C., desde la prisión en Roma, la denominada «primera prisión». Se sabe que fue redactada en prisión porque así lo señala la misma carta, al hacer referencia a sus «prisiones» o «cadenas» (Filipenses 1:7; Filipenses 1:12-17) y al «pretorio» (Filipenses 1:13). La datación tradicional sostiene que el primer periodo de prisión de Pablo en Roma data del 59 d. C. al 61 d. C.
La gran mayoría de los autores modernos datan la carta más tempranamente. Joseph A. Fitzmyer señala que la Epístola a los filipenses habría sido escrita muy probablemente a raíz de un encarcelamiento en Éfeso, ca. 56 d. C. Vidal García la data de 53-54, también en la prisión de Pablo en Éfeso, y no en las posteriores en Cesarea y en Roma. También la Escuela bíblica y arqueológica francesa de Jerusalén data esta carta de la prisión de Éfeso en 56-57 d. C. Las alusiones al pretorio (Filipenses 1:13) y a la «casa del César» (Filipenses 4:22) no ofrecen dificultad, porque había destacamentos pretorianos en todas las grandes ciudades —tal el caso de Éfeso— y no solo en Roma.

## Lugar de la escritura

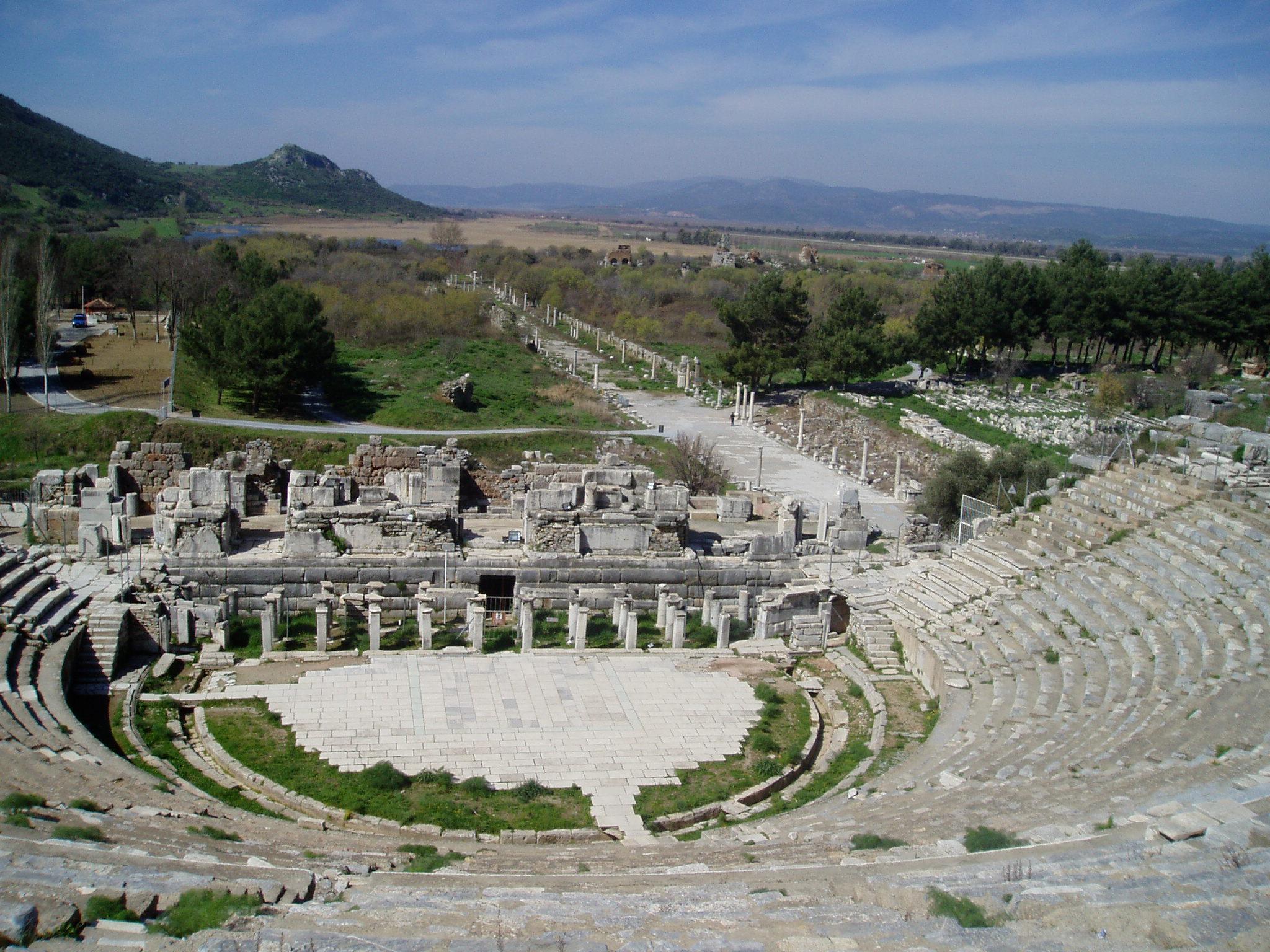
Ruinas del anfiteatro de Éfeso con la calle del puerto que conduce a la costa (2004)

No se sabe con certeza dónde estaba Pablo cuando escribió la(s) carta(s) que componen Filipenses. Las evidencias internas de la propia carta apuntan claramente a que fue compuesta mientras Pablo estaba detenido, pero no está claro a qué período de encarcelamiento se refiere la carta. Si el testimonio de los Hechos de los Apóstoles es de fiar, los candidatos incluirían el encarcelamiento romano al final de los Hechos, y el encarcelamiento anterior de Caesárea.  Cualquier identificación del lugar de redacción de Filipenses se complica por el hecho de que algunos eruditos consideran que Hechos es una fuente de información poco fiable sobre la Iglesia primitiva.
Jim Reiher ha sugerido que las cartas podrían proceder del segundo período de encarcelamiento romano atestiguado por los primeros padres de la Iglesia. Las principales razones sugeridas para una fecha posterior incluyen:
1. La muy desarrollada Eclesiología de la carta
2. Una inminente sensación de muerte que impregna la carta
3. La ausencia de cualquier mención de Lucas en una carta a la iglesia natal de Lucas (cuando la narración en Hechos sugiere claramente que Lucas estuvo con Pablo en su primer encarcelamiento romano)
4. Un encarcelamiento más duro que el arresto domiciliario abierto de su primer encarcelamiento romano
5. Una expresión única similar que sólo comparte con 2 Timoteo
6. Una decepción similar con sus compañeros de trabajo compartida sólo con 2 Timoteo

## Manuscritos primitivos supervivientes
El manuscrito o manuscritos originales de la epístola se han perdido, y el texto de las copias supervivientes varía. Los primeros manuscritos supervivientes se realizaron siglos más tarde, e incluyen copias completas y parciales:
- Papiro 16 (siglo III)[16]
- Codex Vaticanus (325-350 d. C.)
- Codex Sinaiticus (330-360)
- Codex Alexandrinus (400-440)
- Codex Ephraemi Rescriptus (c. 450)
- Codex Freerianus (c. 450)[17]
- Codex Claromontanus (c. 550)

## Composición

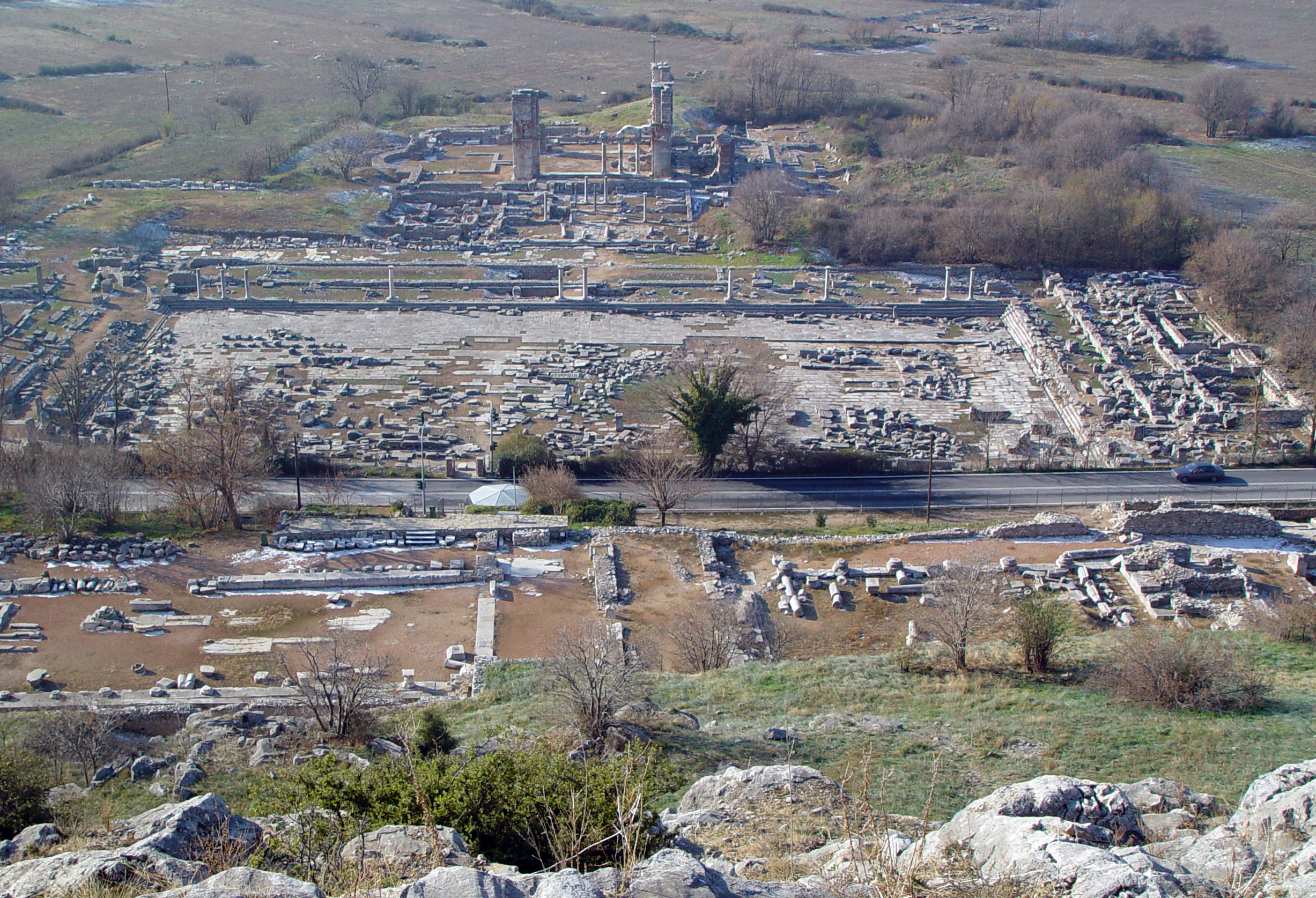
Ruinas de Filipos, ciudad de Tracia (noreste de Grecia)

A partir de la década de 1960, surgió un consenso entre los eruditos bíblicos de que Filipenses no fue escrita como una carta unificada, sino más bien como una compilación de fragmentos de tres cartas separadas de Pablo a la iglesia de Filipos.{rp|17}} Según Felipe Sellew, Filipenses contiene los siguientes fragmentos de cartas:
- Carta A consiste en Filipenses 4:10-20. Es una breve nota de agradecimiento de Pablo a la iglesia filipense, en relación con los regalos que le habían enviado.[18]
- Carta B consta de Filipenses 1:1-3:1, y también puede incluir 4:4-9 y 4:21-23.
- Carta C consta de Filipenses 3:2-4:1, y también puede incluir 4:2-3. Es un testamento del rechazo de Pablo a todas las cosas mundanas por causa del evangelio de Jesús.[6]: 19

En apoyo de la idea de que Filipenses es una obra compuesta, Sellew señaló los bruscos cambios de tono y tema dentro del texto. También parece haber incoherencias cronológicas de un capítulo a otro en relación con el asociado de Pablo Epafrodito:

Otro argumento en contra de la unidad se ha encontrado en el rápido cambio de suerte de Epafrodito: este asociado de Pablo está a punto de morir en el capítulo dos (Flp 2:25-30), donde aparentemente lleva mucho tiempo privado de la compañía de los cristianos filipenses; Pablo dice que tenía la intención de enviarlo de vuelta a Filipos después de esta separación aparentemente larga, o al menos casi mortal. Sin embargo, dos capítulos más tarde, al final de la carta canónica, Pablo señala que Epafrodito acababa de llegar al lado de Pablo, llevando un regalo de Filipos, una referencia que se encuentra hacia el final de la «nota de agradecimiento» como un acuse de recibo formulista en Fil 4:18.
Philip Sellew: 18 

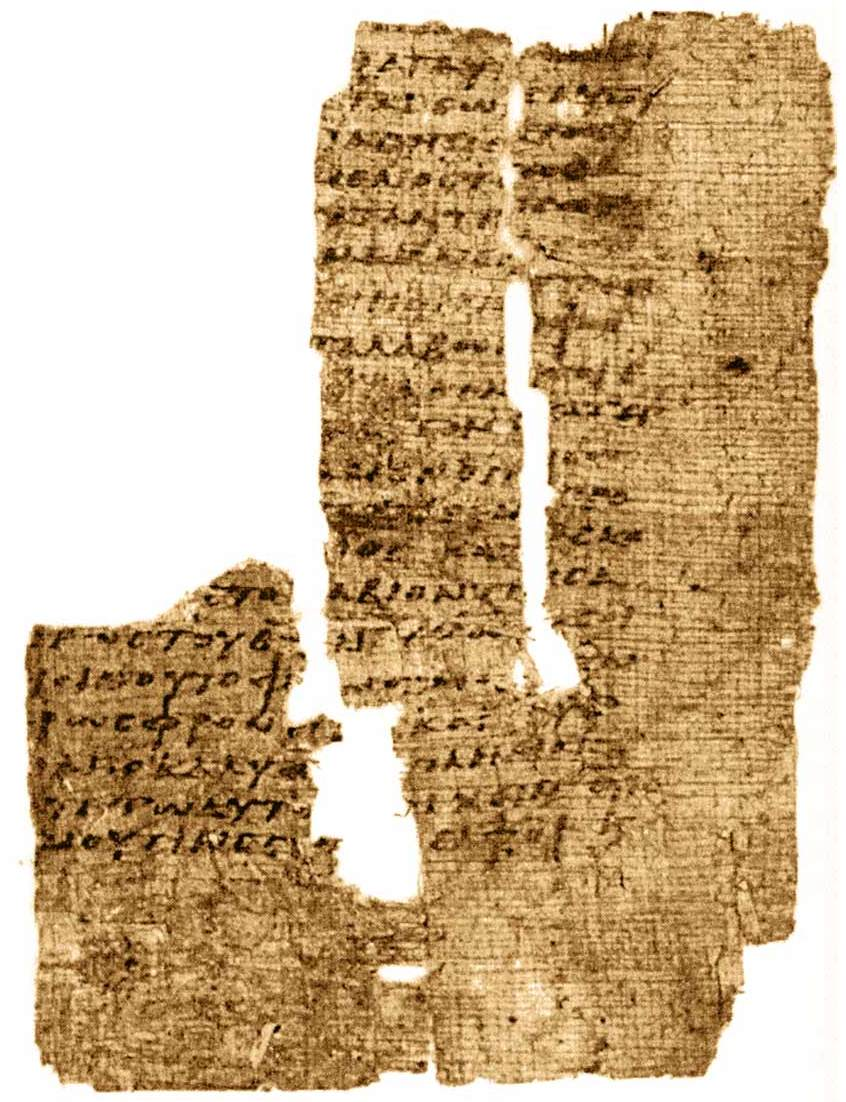
Papiros de Oxirrinco 1009, que contiene parte de Filipenses

Estos fragmentos de cartas probablemente habrían sido editados en un único documento por el primer recopilador del corpus paulino, aunque no existe un consenso claro entre los eruditos respecto a quién pudo ser este recopilador inicial o cuándo pudo publicarse la primera colección de epístolas paulinas.: 26 
En la actualidad, varios eruditos creen que Filipenses es un compuesto de múltiples fragmentos de cartas. Según el teólogo G. Walter Hansen, «La opinión tradicional de que Filipenses se compuso como una sola carta en la forma presentada en el NT ”[Nuevo Testamento]“ ya no puede reclamar un apoyo generalizado.»
Independientemente de la unidad literaria de la carta, los eruditos coinciden en que el material que se recopiló en la Epístola a los Filipenses se compuso originalmente en griego koiné, en algún momento de los años 50 o principios de los 60 d. C.

## Comentarios previos
En esta carta, Pablo el Apóstol revela su corazón de apóstol a los fieles de Filipos. A pesar de estar preso (1,1-26), expresa su alegría al pensar en ellos y en la difusión del Evangelio. Les exhorta a vivir en unidad y humildad, siguiendo el ejemplo de Cristo en su abajamiento (1,27-2,18). Aunque él no puede estar presente, envía a algunos hermanos (2,19-30) y les escribe para fortalecer su vida cristiana, alertándolos sobre ciertos intrusos, animándolos en la esperanza del Cielo y agradeciéndoles por su apoyo (3,1-4,23). Esta carta destaca por el afecto y aprecio de Pablo hacia esta comunidad que fundó. Además de los saludos iniciales (vv. 1-2) y la acción de gracias por su fidelidad (vv. 3-11), Pablo reflexiona sobre su situación personal (vv. 12-26), algo común en sus cartas.

## Contenido de capítulos en cada carta
En los capítulos 1 y 2 de Filipenses (Carta B), Pablo informa a los filipenses de su próxima condena en Roma y de su optimismo ante la muerte, junto con exhortaciones a imitar su capacidad de regocijarse en el Señor a pesar de las circunstancias.  Pablo asegura a los filipenses que su encarcelamiento en realidad está ayudando a difundir el mensaje cristiano, en lugar de obstaculizarlo.  También expresa su gratitud por la devoción y el heroísmo de Epafrodito, a quien la iglesia filipense había enviado a visitar a Pablo y llevarle regalos.  En algún momento durante su visita a Pablo, Epafrodito aparentemente contrajo alguna enfermedad debilitante que amenazaba su vida. Pero se recupera antes de ser enviado de vuelta a los filipenses.
En el capítulo 3 (Carta C), Pablo advierte a los filipenses sobre los cristianos que insisten en que la circuncisión es necesaria para la salvación. Da testimonio de que, aunque una vez fue un devoto fariseo y seguidor de la ley judía, ahora considera que estas cosas carecen de valor y son mundanas en comparación con el evangelio de Jesús.
En el capítulo 4, Pablo insta a los filipenses a resolver los conflictos dentro de su hermandad. En la última parte del capítulo (Carta A), Pablo expresa su gratitud por los regalos que los filipenses le habían enviado, y les asegura que Dios les recompensará por su generosidad. Filipenses 4:15-20.
A lo largo de la epístola se percibe una sensación de optimismo. Pablo tiene la esperanza de que será liberado, y sobre esta base promete enviar a Timoteo a los filipenses para que ejerza el ministerio, y también espera hacerles una visita personal.

## Contenido de los capítulos
La epístola tiene cuatro capítulos que se desarrollan a continuación.

### Capítulo 1
Presentación
Se interpreta que Pablo escribió esta carta desde la prisión de Éfeso. Los hechos de los apóstoles mencionan que tuvo problemas en aquella ciudad con Demetrio y los plateros Hechos. A esta situación parece aludir cuando dice:

En mis prisiones, en mi defensa y en la confirmación del Evangelio sois todos participantes de mi gracia.

Insiste en ello poco después cuando dice: mis cadenas se han a conocer en todo el pretorio (Filipenses 1:13-14).
1-El capítulo se inicia con un saludo de Pablo y Timoteo a todos los santos de Filipos con sus obispos y diáconos. Versículos 1 y 2.
2 Acción de gracias y desvelo por los creyentes. Versículos 3 al 11.
3 Describe su situación ya que se encuentra prisionero y encadenado. Versículos 12 al 26.
En este apartado figura su versículo 21  y su conocida frase:
21Porque para mí, el vivir es Cristo, 
 y morir  una ganancia.

### Comentario a los versículos 1 y 2
La palabra griega epískopos se traduce como "vigilante" o "guardián", mientras que diákonos significa "servidor" o "ayudante". Aunque en los tiempos antiguos estos términos no tenían el mismo significado exacto que se les atribuye hoy en día, su uso sugiere que las comunidades cristianas ya contaban con algún tipo de estructura jerárquica en ese entonces.

### Comentario a los versículos 1-9
El crecimiento en la caridad estimula el empeño por alcanzar un mayor «conocimiento» de Dios. 

El que ama —dice Santo Tomás— no se contenta con un conocimiento superficial del amado, sino que se esfuerza por conocer cada una de las cosas que le pertenecen, y así penetra hasta su interior.

### Comentario a los versículos 3 - 11
La alegría es un tema destacado en este escrito, impulsada especialmente por el buen comportamiento y la disposición de los filipenses (cfr. 3,1; 4,4). Pablo la presenta como un fruto del Espíritu Santo, resultado de la unión con Dios y de la confianza en su providencia amorosa, que cuida de todas sus criaturas, especialmente de sus hijos. Esta alegría aporta serenidad, paz y objetividad al cristiano en su vida cotidiana. La identificación de Pablo con Cristo es tan profunda que expresa que comparte los mismos sentimientos que el corazón de Cristo. A partir de las palabras del versículo 6, la Iglesia ha enseñado, en respuesta a la herejía pelagiana:
...que la fe —en su inicio, desarrollo y acto— es fruto de la gracia divina y de la libre respuesta del ser humano  Esta doctrina fue reafirmada siglos después por el Concilio de Trento de la siguiente manera:

así como Dios ha empezado la obra buena, la acabará, si los hombres cooperamos con su gracia.

### Comentario a los versículos 12 - 20
Pablo contempla con gratitud su encarcelamiento, ya que ve en su situación una oportunidad para dar testimonio, lo cual está contribuyendo positivamente a la propagación del Evangelio. Al igual que él, los discípulos de Cristo hoy en día también pueden aprovechar las dificultades que enfrentan para dar testimonio de su fe y colaborar en la misión evangelizadora si... 

...plantean a quienes contemplan su vida, interrogantes irresistibles: ¿Por qué son así? ¿Por qué viven de esa manera? ¿Qué es o quién es el que los inspira? ¿Por qué están con nosotros? Pues bien, ese testimonio constituye ya de por sí una buena proclamación silenciosa, pero también muy clara y eficaz, de la Buena Nueva (…). Sin embargo, esto es insuficiente, pues el más hermoso testimonio se revelará a la larga impotente si no es (…) explicitado por un anuncio claro e inequívoco del Señor Jesús.

No se sabe a quién se refiere cuando menciona a los que predican a Cristo «por envidia y rivalidad» (v. 15). Pero, en cualquier caso, se alegra de que sea predicado el Evangelio (cfr Mc 9,38-40).

### Comentario a los versículos 21 - 26
El verbo griego que se traduce como "morir" (v. 23) originalmente se usaba para describir el acto de soltar las amarras de una nave o levantar un campamento militar antes de trasladarse. Para el apóstol Pablo, la muerte es vista como una liberación de las limitaciones terrenales para ir directamente a estar con Cristo. Gracias a Él, la muerte adquiere un sentido superior, por lo que Pablo puede considerarla una "ganancia" (v. 21). Morir implica alcanzar la visión plena de Dios y la unión eterna con Cristo.

Vivir en el cielo es “estar con Cristo” (cfr Jn 14,3; Flp 1,23; 1 Ts 4,17). Los elegidos viven “en Él”, aún más, tienen allí, o mejor, encuentran allí su verdadera identidad, su propio nombre: “Pues la vida es estar con Cristo; donde está Cristo, allí está la vida, allí está el reino. 

Este deseo de ver y gozar de Dios en el Cielo hacía cantar a Santa Teresa de Jesús: 
Vivo sin vivir en mí

y tan alta vida espero 

que muero porque no muero.
No obstante, Pablo abraza la vida terrena convencido de que tiene mucha tarea por hacer (vv. 25-26): 

Cuán grande amor tuvo a los creyentes lo demuestra el hecho de no elegir lo que está diciendo que es mejor para él. Pero querría que aprovechase a muchos, seguro de que también agrada al Señor lo que aprovecha a la salvación de muchos. 

### Capítulo 2
Enseñanzas del apóstol 
Se extiende desde 1.27 hasta 2.18 que incluyen las siguientes partes
1-Comprende la exhortación a la lucha por la fe. Desde 1:27 hasta 1:30.
2-Unidad y humildad. Desde 2:1 hasta 2:4
3-Himno a la humillación y exaltación de Cristo. Desde 2:5 hasta 2:11
4-Los hijos de Dios, luz del mundo. Desde 2:12 hasta 2:18
San Pablo exhorta a los filipenses a mantener la unidad y la paz en su comunidad, y a tal fin los invita a seguir el ejemplo de humildad dado por el Señor: «Tened entre vosotros los sentimientos propios de una vida en Cristo Jesús. Él, a pesar...» (v. 5); estas palabras enlazan con el texto del Cántico que para Nácar-Colunga es de extrema importancia dogmática porque en él se declara el triunfo de Cristo por la cruz y el anonadamiento sin dejar de ser Dios.]
Se rebajó, por eso Dios lo levantó.
Pablo está urgiendo a la comunidad de Filipos la unidad eclesial, cuyo presupuesto básico es la humildad (Flp 2,1-4). Les propone ahora, como acicate, un formidable ejemplo: la humillación de Cristo que desemboca en su glorificación.
Los vv. 6-11 constituyen un precioso himno a Jesucristo. En él aparecen los elementos característicos de los himnos cristológicos.
El tema central de la perícopa es el contraste entre la humillación de Cristo y la gloria de su resurrección, por la que queda constituido Señor de los cielos y la tierra.
Pablo piensa en el Cristo histórico, en el complejo teándrico: Dios y hombre. Pues bien, como Hijo de Dios, tenía por esencia todos los atributos divinos. Pudo haber manifestado exteriormente la gloria, que desde siempre poseía, y, por lo tanto, aparecer glorioso en su humanidad. Pero no lo hizo así. Hecho hombre, asumió la condición puramente humana, como uno de tantos, cargado con las debilidades comunes a los mortales, excepto el pecado. Su humillación culminó en la obediencia a la muerte de cruz.
Por este anonadamiento y obediencia, el Padre lo glorificó constituyéndolo sobre toda la creación, y ordenando que toda criatura reconozca a Jesucristo como Señor, como Dios.
En Cristo se cumplió, como en ningún otro, lo que él había advertido a los demás: «El que se enaltece será humillado, y el que se humilla será enaltecido» (Mt 23,12).
(Flp 2,6-11)
6Cristo, a pesar de su condición divina,

no hizo alarde de su categoría de Dios;

7al contrario, se despojó de su rango

y tomó la condición de esclavo,

pasando por uno de tantos.

Y así, actuando como un hombre cualquiera,

8se rebajó hasta someterse incluso a la muerte,

y una muerte de cruz.

9Por eso Dios lo levantó sobre todo

y le concedió el «Nombre-sobre-todo-nombre»;

10de modo que al nombre de Jesús toda rodilla se doble

en el cielo, en la tierra, en el abismo,

11y toda lengua proclame:

Jesucristo es Señor, para gloria de Dios Padre.

### Comentarios general a los versículos 1:27 a 2:18
Los cristianos de Filipos enfrentaban algunas dificultades, posiblemente debido a cierta persecución y a rivalidades provocadas por algunos predicadores. Pablo los exhorta a mantenerse firmes en la fe y a promover la unidad entre ellos, basada en la humildad, siguiendo el ejemplo de Cristo.

### Comentario a los versículos 1:27-30
La frase griega que se traduce como "llevar una vida digna" (v. 27) tiene un sentido más específico: "vivir como ciudadanos responsables". Pablo, posiblemente haciendo referencia al orgullo que sentían los filipenses por su ciudadanía romana, les recuerda que, además de su estatus terrenal, su verdadera ciudadanía está en los cielos (cfr. 3,20). Por lo tanto, deben comportarse en la tierra como ciudadanos del Reino de Dios sabiendo que:

...la esperanza escatológica no merma la importancia de las tareas temporales, sino que más bien proporciona nuevos motivos de apoyo para su ejercicio.

El dolor y las dificultades son ocasiones providenciales que permiten al cristiano identificarse más plenamente con Cristo, abrazándose sin temor a su cruz (v. 29). 

¿Qué importa padecer, si se padece por consolar, por dar gusto a Dios nuestro Señor, con espíritu de reparación, unido a Él en su Cruz, en una palabra: si se padece por Amor?…

### Comentario a los versículos 2:1-4
El principal gozo de San Pablo es ver a los cristianos unidos, una unidad fundamentada en la caridad y en el ejemplo de Cristo. Jesús es el modelo supremo de humildad, como se muestra claramente en los versículos que siguen.

### Comentario a los versículos 2:5-11
Este pasaje es uno de los textos más antiguos del Nuevo Testamento que proclama la divinidad de Jesucristo. Se cree que podría haber sido un himno utilizado por los primeros cristianos, que Pablo incorpora en su enseñanza. En él se destaca tanto la humillación como la exaltación de Cristo. Aunque el Apóstol reconoce la divinidad de Jesús, se enfoca especialmente en su muerte en la cruz, que presenta como el ejemplo máximo de humildad y obediencia.

¿Qué hay de más humilde en el Rey de los seres que el entrar en comunión con nuestra pobre naturaleza? El Rey de Reyes y Señor de Señores se reviste de la forma de nuestra esclavitud; el Juez del universo se hace tributario de príncipes terrenos; el Señor de la creación nace en una cueva; quien abarca el mundo entero no encuentra lugar en la posada (…); el puro e incorrupto se reviste de la suciedad de la naturaleza humana, y pasando a través de todas nuestras necesidades, llega hasta la experiencia de la muerte.

### Comentario a los versículos 2:6 a 2:8
Se evoca el contraste entre Jesucristo y Adán, que siendo hombre ambicionó ser como Dios. Por el contrario, Jesucristo, siendo Dios, «se anonadó a sí mismo» (v. 7). «

Al afirmar que se anonadó no indicamos otra cosa sino que tomó la condición de siervo, no que perdiera la divina. Permaneció inmutable la naturaleza en la que, existiendo en condición divina, es igual al Padre, y asumió la nuestra mudable, en la cual nació de la Virgen.

La obediencia de Cristo hasta la cruz repara la desobediencia del primer hombre. 

El Hijo unigénito de Dios, Palabra y Sabiduría del Padre, que estaba junto a Dios en la gloria que había antes de la existencia del mundo, se humilló y, tomando la forma de esclavo, se hizo obediente hasta la muerte, con el fin de enseñar la obediencia a quienes sólo con ella podían alcanzar la salvación.

### Comentario a los versículos 2:9 a 2:11
Dios Padre, al resucitar a Jesús y sentarlo a su derecha, concedió a su Humanidad el poder manifestar la gloria de la divinidad que le corresponde —«el nombre que está sobre todo nombre», es decir, el nombre de Dios—. 

Sin embargo, esta expresión “le exaltó” no pretende significar que haya sido exaltada la naturaleza del Verbo (…). Términos como “humillado” y “exaltado” se refieren únicamente a la dimensión humana. Efectivamente, sólo lo que es humilde es susceptible de ser ensalzado.

Todas las criaturas quedaron sometidas a su poder, y los hombres deberán confesar la verdad fundamental de la doctrina cristiana: «Jesucristo es el Señor». La palabra griega Kyrios empleada por Pablo en esta fórmula es utilizada por la antigua versión griega llamada de los Setenta para traducir del hebreo el nombre de Dios. De ahí que esa fórmula sea una proclamación de que Jesucristo es Dios.

### Comentario a los versículos 2:12-18
La meditación sobre el ejemplo de Cristo debe motivar una lucha constante y generosa en el discípulo. Los cristianos estamos llamados a ser luz en el mundo a través de una vida sencilla y recta. En el versículo 13 se destaca que, para cumplir este propósito, contamos con el apoyo de la gracia divina, «pues cuando nosotros queramos, seguidamente Él aumentará nuestro querer»

Es una verdad inseparable de la fe en Dios Creador: Dios actúa en las obras de sus criaturas. Es la causa primera que opera en y por las causas segundas (…). Esta verdad, lejos de disminuir la dignidad de la criatura, la realza. Sacada de la nada por el poder, la sabiduría y la bondad de Dios, no puede nada si está separada de su origen, porque “sin el Creador la criatura se diluye” (Gaud. et sp. 36,3); menos aún puede ella alcanzar su fin último sin la ayuda de la gracia»

.El ser humano, por sí solo, no puede realizar ninguna acción que lo conduzca a la vida eterna sin la intervención de Dios. A pesar de esto, la gracia divina no anula nuestra libertad, ya que somos nosotros quienes decidimos y actuamos. Por lo tanto, la limitación humana para realizar obras meritorias con sus propias fuerzas no debe ser motivo de desánimo. Al contrario, esto nos lleva a sentir mayor gratitud hacia Dios, quien constantemente nos ofrece su gracia para que podamos obrar el bien y, con esas acciones, ganar el merecimiento del Cielo.
Francisco de Sales ilustra esta maravilla del amor de Dios con un ejemplo: 

Cuando la tierna madre enseña a andar a su hijito, le ayuda y sostiene cuanto es necesario, dejándole dar algunos pasos por los sitios menos peligrosos y más llanos, asiéndole de la mano y sujetándole, o tomándole en sus brazos y llevándole en ellos. De la misma manera Nuestro Señor tiene cuidado continuo de los pasos de sus hijos.

### Capítulo 3
Proyectos y  noticias 
Se extiende desde 2:19 hasta 2:30 y comprende los siguientes apartados:
1-Envío de Timoteo. Desde 2.19 hasta 2.24
2:Envío de Epafrodito. Desde 2:25 hasta 2:30
La carta a los filipenses tiene una cesura de carácter que no pasa desapercibida. Se puede decir que transcurre plácidamente cuando, de pronto, Pablo espeta:

¡Ojo a los perros! ¡Guardaos de los malos obreros! ¡Cuidado con la mutilación!.

Estas advertencias y el polémico contenido que viene después sustenta la hipótesis de que esta epístola es en realidad una fusión de dos cartas independientes o que fue escrita con alternancia de dos estados de ánimo diferentes. Los capítulos 1 y 2 serían de la carta laudatoria y el capítulo 3 de la carta polémica. En cuanto al capítulo 4 es en su mayor parte tranquilo aunque algunos versículos pueden considerarse como pertenecientes a la polémica.
- Filipenses 3:5-6 contiene unos apuntes biográficos donde Pablo declara su origen judío, en concreto de la raza de Israel, de la tribu de Benjamín.[57] Añade, además, que es por la ley, fariseo. Este dato tiene su complemento en el libro de los Hechos donde se dice que fue alumno de Gamaliel,[58] un reputado escriba conocido también a través de fuentes judías.

### Comentario general a los versículos 2:19-30
A partir de aquí se produce un cambio de tema un tanto brusco para dar paso a diversas noticias que el Apóstol quiere comunicar a los filipenses.

### Comentario a los versículos 2:19-24
Timoteo fue un colaborador cercano de Pablo en su labor de evangelización y en la conversión de los filipenses, participando en algunos de sus viajes misioneros (cf. Hch 16,1.3.10ss.; 20,4) o siendo enviado en su nombre (cf. Hch 19,22). Entre las virtudes que San Pablo elogia en Timoteo, destaca la profunda sintonía en sentimientos y propósitos con el Apóstol, reflejo de una auténtica comunión con los pastores legítimos de la Iglesia.

### Comentario a los versículos 2:25-30
La prisión de Pablo formaba parte de los designios de Dios, suscitando el amor y la generosidad de los filipenses, quienes enviaron a Epafrodito para atender sus necesidades. Según San Juan Pablo II, El sufrimiento está presente en el mundo para provocar amor… para transformar toda la civilización humana en la ‘civilización del amor’ Es conmovedor observar la forma en que los primeros cristianos vivían la fraternidad, con un afecto profundo y un respeto práctico hacia sus pastores.

### Capítulo 4
La vida cristiana
Comprende desde el versículo 3-1 hasta el final. 
- Filipenses 4:15-16. Pablo mantenía una relación especial con la comunidad de Filipos que Pablo recuerda agradecido. Afirma que Filipos se hacía cargo de su debe y de su haber, es decir, que le pagaba sus deudas y que sostuvieron su actividad en Tesalónica. Este hecho es también recordado en 2Corintios 11:7-9.

1-Cuidado con los judaizantes.
2-La justica de Dios, superior a la justicia de la Ley.
3-La lucha ascética, deporte sobrenatural.
4-Ciudadanos del Cielo.
5-Exhortación a la perseverancia y la alegría.

### Comentario general a los versículos 3:1-4.23
Después de informar a los filipenses sobre su situación y la de sus colaboradores, San Pablo los exhorta a mantenerse fieles y avanzar en su vida cristiana, ofreciéndose como modelo a seguir. Primero, advierte contra los judaizantes y describe la transformación que él mismo vivió al abrazar la fe en Cristo (Fil 3,1-16). Luego, comparte con ellos su meta última, la vida eterna en el Cielo (Fil 3,17-21). Finalmente, expresa la alegría y gratitud que siente al recordar a la comunidad filipense (Fil 4,1-20).

### Comentario general a los versículos 3:1-6
En algunas casas romanas, era común ver carteles con la advertencia Cave canem (Cuidado con el perro). San Pablo utiliza esta expresión de manera figurativa para alertar a los filipenses sobre los malos obreros que, lejos de construir la obra de Cristo, la complicaban. En el Antiguo Testamento, la circuncisión era una señal de pertenencia al pueblo de Israel y una garantía de las promesas de Dios en el Sinaí. Sin embargo, ciertos predicadores cristianos de orientación judaizante enseñaban que los conversos gentiles también debían circuncidarse. San Pablo, en un tono crítico, los llama "los de la mutilación" (Fil 3,2), ya que se enfocaban en la circuncisión física sin comprender su significado espiritual. Para el cristiano, la verdadera gloria es su unión con Cristo, iniciada en el Bautismo. Pablo, orgulloso de su origen judío, usa su experiencia y autoridad moral para guiar a los filipenses frente a estos falsos maestros.

### Comentario a los versículos 3:7-11
Todo lo que antes era motivo de orgullo para Pablo, ahora pierde su valor frente al conocimiento de Cristo, que es quien verdaderamente justifica al hombre, y no la Ley de Moisés (cf. Rm 3,21). Por ello, Pablo subraya la importancia de abandonar todo por Cristo y esforzarse en asemejarse a Él, con la esperanza de alcanzar la gloria de la resurrección. En esta misión, vale la pena emplear todo el esfuerzo posible. Santa Teresa de Jesús expresa esta dedicación con gran profundidad:

importa mucho, y el todo, (…) una grande y muy determinada determinación de no parar hasta llegar a ella, venga lo que viniere, suceda lo que sucediere, trabaje lo que trabajare, murmure quien murmurare, siquiera llegue allá, siquiera me muera en el camino o no tenga corazón para los trabajos que hay en él, siquiera se hunda el mundo.

### Comentario a los versículos 3:12-16
El crecimiento en santidad exige un esfuerzo continuo. Usando una metáfora inspirada en las competiciones atléticas, San Pablo describe la lucha ascética como un "deporte sobrenatural", donde el progreso interior es la meta y se persigue con entusiasmo y disciplina.

Que siempre te desagrade lo que eres, si quieres llegar a lo que todavía no eres. Pues cuando te agradaste a ti mismo, ahí te quedaste. Pues si dijeras “basta”, en ese momento has perecido. Crece siempre, camina siempre, avanza siempre, no te quedes en el camino, no vuelvas atrás, no te desvíes. Se queda quien no avanza: retrocede quien se vuelve a las cosas que ya había dejado; se desvía quien apostata. Es mejor andar cojo por el camino que correr fuera del camino.

### Comentario a los versículos 3:17-21
Imitar la vida de los santos, y no la de aquellos que rechazan la cruz de Cristo, asegura una mayor efectividad en el servicio a Dios y al prójimo. Los cristianos, como ciudadanos del Cielo, están llamados a vivir con alegría y confianza, como hijos de Dios, fundamentando su vida en la esperanza de la venida del Señor y de la resurrección. Además, San Pablo muestra una notable actitud pastoral, dando ejemplo con su vida de aquello que enseña:

¡No hay mejor enseñanza que el ejemplo del maestro! —exclama San Juan Crisóstomo, comentando este pasaje—. Por este camino el maestro está seguro de lograr que el discípulo se decida a seguirlo. Hablad con sabiduría, instruid con toda la elocuencia posible (…), pero vuestro ejemplo causará una impresión más fuerte y más decisiva (…). Cuando vuestras obras sean consecuentes con vuestras palabras, no habrá nada que se os pueda objetar.

La invitación de Pablo en el versículo 17 no implica falta de humildad. En otras epístolas, él también alienta a los cristianos a seguir su ejemplo, aclarando en 1 Corintios 11,1 que deben imitarlo en la medida en que él mismo sigue a Cristo. La humildad auténtica no se opone al reconocimiento de las propias virtudes, siempre que se tenga claro que todo lo bueno proviene de Dios.

### Versículos 4:1-3
1Por tanto, hermanos míos muy queridos y añorados, mi gozo y mi corona, ¡permaneced así, queridísimos míos, firmes en el Señor!
2Suplico a Evodia y a Síntique que tengan un mismo sentir en el Señor.
3También te ruego a ti, fiel compañero, que ayudes a éstas, que trabajaron conmigo por el Evangelio con Clemente y mis otros colaboradores, cuyos nombres están en el libro de la vida.

### Comentario a los versículos 4:1-3
San Pablo utiliza expresiones llenas de afecto y ternura (v. 1) y ruega con insistencia que dos mujeres fieles, Evodia y Síntique, mantengan una buena relación, propia de una comunidad cristiana comprometida (v. 2). En el versículo 3 menciona al "fiel compañero", que literalmente significa "compañero de yugo". Es posible que San Pablo esté dirigiéndose a un colaborador llamado Sícigo, usando una palabra griega que también funcionaba como nombre propio. Así, le pide que, en coherencia con su nombre, actúe como verdadero "compañero de yugo" en las tareas del Evangelio.

### Versículo 4:4
4. Alegraos siempre en el Señor; os lo repito, alegraos.

### Comentario al  versículo 4
Las palabras de San Pablo resultan especialmente admirables considerando que las escribe estando preso y encadenado. Las dificultades y el sufrimiento no impiden experimentar la verdadera alegría, que va más allá de las circunstancias adversas de la vida. 

Ésta es la diferencia entre nosotros y los que no conocen a Dios —dice San Cipriano—: ellos en la adversidad se quejan y murmuran; a nosotros las cosas adversas no nos apartan de la virtud ni de la verdadera fe. Por el contrario, éstas se afianzan en el dolor. 

### Versículos 4:5-9
5-Que vuestra comprensión sea patente a todos los hombres. El Señor está cerca.
6-No os preocupéis por nada; al contrario: en toda oración y súplica, presentad a Dios vuestras peticiones con acción de gracias
7-Y la paz de Dios que supera todo entendimiento custodiará vuestros corazones y vuestros pensamientos en Cristo Jesús.
8-Por lo demás, hermanos, cuanto hay de verdadero, de honorable, de justo, de íntegro, de amable y de encomiable; todo lo que sea virtuoso y digno de alabanza, tenedlo en estima.
9-Lo que aprendisteis y recibisteis, lo que oísteis y visteis en mí, ponedlo por obra; y el Dios de la paz estará con vosotros.

### Comentarios a los versículos 4:5-9
El Apóstol invita a la alegría y a la comprensión mutua recordando la cercanía del Señor. Estas palabras evocaban en los primeros cristianos la invocación Marana tha (Señor, ven), repetida en sus celebraciones. A pesar de las dificultades del entorno, mantenían su esperanza firme en la venida de Jesucristo. Así como ellos, también nosotros tenemos la certeza de que, mientras esperamos su regreso glorioso, el Señor nos acompaña siempre con su providencia. Por ello, no hay motivo de inquietud; Él sólo espera que le confiemos nuestras necesidades en oración, con la sencillez de un hijo. De este modo, la oración se convierte en un medio seguro para conservar la paz, como así enseñaba San Bernardo:
Todas las realidades terrenas y las cosas nobles de este mundo tienen un valor divino, son buenas, y le sirven al cristiano para acercarse a Dios (v. 8). 

Allí donde están vuestros hermanos los hombres, allí donde están vuestras aspiraciones, vuestro trabajo, vuestros amores, allí está el sitio de vuestro encuentro cotidiano con Cristo.

### Comentario a los versículos 4:10-20
Las dificultades de la vida no son un obstáculo insuperable ni deben llevarnos a perder la paz, ya que el cristiano dispone de la fortaleza que Dios concede. San Pablo se siente profundamente conmovido por la generosidad de los filipenses (vv. 14-20). No ansía recibir sus donativos, sino más bien el beneficio espiritual que esas ofrendas aportarán a ellos mismos.

«No necesito, dice, ni busco nada necesario, sino que debéis usar únicamente de benevolencia, para que podáis recibir el fruto de vuestra benevolencia.

Como Dios es remunerador, resulta mucho más beneficiado quien da limosna que quien la recibe. Quien da recibirá la gloria eterna ganada por Cristo Jesús: 

Que quien distribuye limosnas lo haga con despreocupación y alegría, ya que, cuanto menos se reserve para sí, mayor será la ganancia que obtendrá.

## Poema de Cristo
El capítulo 2 de la epístola contiene un famoso poema que describe la naturaleza de Cristo y su acto de redención:

Quien, aunque tenía la forma de Dios,

No consideró el ser igual a Dios
Algo a lo que aferrarse.
Sino que se despojó a sí mismo

Tomando la forma de esclavo
Y haciéndose semejante a los humanos.
Y hallándose en apariencia como humano

Se humilló a sí mismo
Haciéndose obediente hasta la muerte, y muerte de cruz.
Por eso Dios lo exaltó
altamente
Y le confirió el nombre
Que está por encima de todo nombre,
Para que ante el nombre de Jesús

Toda doble rodilla se doble
De los que están en el cielo, y en la tierra, y debajo de la tierra
Y toda lengua confiese

Que Jesucristo es el Señor
Para gloria de Dios Padre.
Filipenses 2:5-11, traducido por Bart D. Ehrman

## Cristología de la encarnación
El poema de Cristo es significativo porque sugiere fuertemente que había cristianos muy tempranos que entendían a Jesús como un ser celestial preexistente, que eligió tomar forma humana, en lugar de un humano que más tarde fue exaltado a un estatus divino.
Aunque el autor del poema creía que Jesús existía en el cielo antes de su encarnación física, existe cierto debate sobre si se creía que era igual a Dios Padre antes de su muerte y resurrección. Esto depende en gran medida de cómo se traduzca la palabra griega harpagmon (ἁρπαγμόν, acusativo forma de ἁρπαγμός) en el Versículo 6 («Algo a lo que agarrarse / explotar»). Si harpagmon se traduce como «algo para ser explotado», como se hace en muchas traducciones cristianas de la Biblia, entonces la implicación es que Cristo ya era igual a Dios antes de su encarnación. Pero Bart Ehrman y otros han argumentado que la traducción correcta es, de hecho, «algo para ser aprovechado después», lo que implica que Jesús no era igual a Dios antes de su resurrección. Fuera de este pasaje, harpagmon y las palabras relacionadas se utilizaban casi siempre para referirse a algo que una persona aún no posee pero que intenta adquirir.
Sin embargo, los intérpretes coinciden ampliamente en que el poema de Cristo representa a Jesús como igual a Dios «también después» de su resurrección. Esto se debe a que las dos últimas estrofas citan Isaías 45:22-23: («Toda rodilla se doblará, toda lengua confesará»), que en el contexto original se refiere claramente a Dios Padre.  Algunos eruditos sostienen que Filipenses 2:6-11 identifica a Jesús con Dios desde su preexistencia basándose en que las alusiones a Isaías 45:22-23 están presentes en todo el poema.

## Final de la epístola
Pablo termina esta epístola expresando unas «muestras de gratitud» (vv. 4-10 a 4-20) y una «despedida final» (vv. 4-21 a 4-23)

## Copia manuscrita antigua
La copia más antigua que se conserva de la Epístola a los filipenses es el papiro 16 (en la numeración Gregory-Aland), designado como {\displaystyle {\mathfrak {P}}}16. Contiene los pasajes 3,10-17 y 4,2-8. Ese manuscrito fue datado paleográficamente de finales del siglo III. Fue descubierto por Grenfell y Hunt en Oxirrinco en 1910.

## Línea temporal
I. Prefacio (1:1-11)

A. Salutación (1:1-2)

B. Acción de gracias por la participación de los filipenses en el Evangelio (1:3-8)

C. Oración para que aumente el amor perspicaz de los filipenses hasta el día de Cristo (1:9-11)

II. Las circunstancias actuales de Pablo (1:12-26)

A. El encarcelamiento de Pablo (1:12-13)

B. La respuesta de los hermanos (1:14-17)

C. La actitud de Pablo (1:18-26)

III. Instrucciones prácticas para la santificación (1:27-2:30)

A. Vivir audazmente como ciudadanos del cielo (1:27-1:30)

B. Vivir Humildemente como Siervos de Cristo (2:1-11)

1. La motivación para vivir humildemente (2:1-4)

2. El modelo de vivir humildemente (2:5-11)

a. El vaciamiento de Cristo (2:5-8)

b. La exaltación de Cristo (2:9-11)

C. Vivir obedientemente como hijos de Dios (2:12-18)

1. La energización de Dios (2:12-13)

2. El efecto sobre los santos (2:14-18)

D. Ejemplos de siervos humildes (2:19-30)

1. El ejemplo de Timoteo (2:19-24)

2. El ejemplo de Epafrodito (2:25-30)

IV. Cuestiones doctrinales polémicas (3:1-4:1)

A. La base de los judaizantes: La carne (3:1-6)

B. El objetivo de Pablo: La resurrección (3:7-11)

C. Perfección y humildad (3:12-16)

D. Pablo como ejemplo de conducta y vigilancia (3:17-4:1)

V. Postludio (4:2-23)

A. Exhortaciones (4:2-9)

1. Estar unidos (4:2-3)

2. Alegrarse sin angustia (4:4-7)

3. Pensar y actuar con pureza (4:8-9)

B. Una nota de agradecimiento (4:10-20)

1. El contento de Pablo (4:10-13)

2. El don de los filipenses (4:14-18)

3. La provisión de Dios (4:19-20)

C. Saludos finales (4:21-23)